# Hans Alexis von Biehler

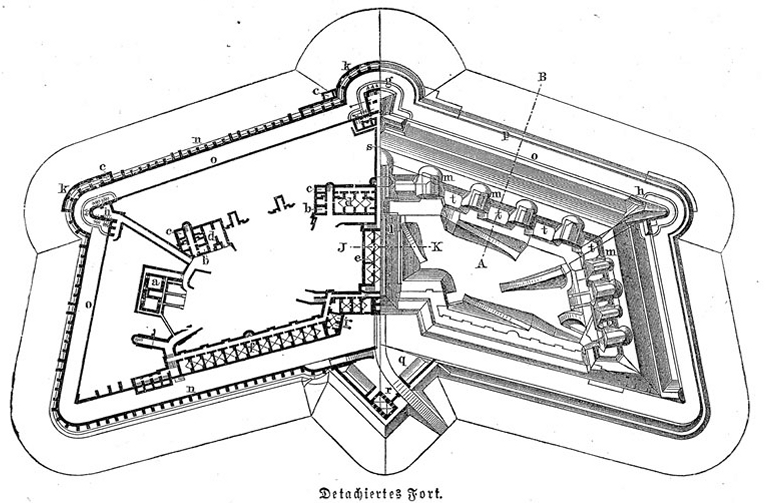
Grundriss eines Biehlerschen Einheitsforts

Hans Alexis Biehler, seit 1871 von Biehler, (* 16. Juni 1818 in Berlin; † 30. Dezember 1886 in Charlottenburg) war ein preußischer General der Infanterie.

## Leben
Hans Alexis war Sohn des Berliner Arztes und Sanitätsrates Johann Friedrich Theodor Biehler (1785–1850) und dessen Ehefrau Luise Charlotte, geborene Woderb († 1867).
Nach seiner schulischen Ausbildung am Köllnischen Realgymnasium trat Biehler am 1. Oktober 1836 als Pionier in die Garde-Pionier-Abteilung der Preußischen Armee ein. Nach seiner Ausbildung an der Artillerie- und Ingenieurschule kam er 1839 zur 2. Pionier-Abteilung und wurde am 21. März 1842 deren Adjutant. Zur Erlernung der französischen Sprache kommandierte man Biehler vom 1. April 1852 für zwei Jahre nach Paris und beförderte ihn zwischenzeitlich am 22. Juni 1852 zum Hauptmann.
Zu Beginn des Deutschen Krieges war Biehler 1. Ingenieuroffizier beim Generalkommando des Gardekorps. In dieser Stellung wurde er am 8. Juni 1866 zum Oberst befördert, beteiligte sich an den Kämpfen bei Burkersdorf, Königinhof sowie Königgrätz und wurde mit dem Kronen-Orden III. Klasse mit Schwertern ausgezeichnet.
Bei der Mobilmachung anlässlich des Krieges gegen Frankreich war Biehler 1870 als Generalmajor Kommandeur der Ingenieure und Pioniere bei Oberkommando der 1. Armee. Er nahm an den Kämpfen bei Colombey, Gravelotte, Amiens, an der Hallue, Saint-Quentin sowie an den Belagerungen von Metz und Verdun teil. Für sein Wirken wurde er mit beiden Klassen des Eisernen Kreuzes ausgezeichnet und nach dem Friedensschluss am 16. Juni 1871 in den erblichen preußischen Adelsstand erhoben.
Biehler war von 1873 bis 1884 Chef des Ingenieurkorps und der Pioniere sowie Generalinspektor der Festungen. Nach der im März 1884 erfolgten Beförderung zum General der Infanterie, wurde Biehler am 3. November 1884 aus gesundheitlichen Gründen mit Pension zur Disposition und gleichzeitig à la suite des Ingenieurkorps gestellt. Ein Fort Biehler der Festung Mainz wurde am 30. April 1885 nach ihm benannt. Am 1. Oktober 1886 beging er noch sein 50-jähriges Dienstjubiläum.
Er verstarb am 30. Dezember 1886 und wurde auf dem Garnisonsfriedhof in der Hasenheide beigesetzt.

### Familie
Am 9. November 1863 heiratete er in Berlin Maria (1837–1922), eine Tochter des Generalleutnants Franz von Kleist. Aus der Ehe gingen drei Kinder hervor:
- Hans (1867–1912), Kunstmaler ⚭ 1891 Marie Lattre-Hertel (1872–1948), Schriftstellerin[2]
- Alexis (* 1870), Hauptmann ⚭ 1905 Olga von Spalding (* 1876)
- Maria (1873–1964) ⚭ Max von Kleist (1845–1923), preußischer Generalmajor

## Kritische Würdigung
Kurz nach seinem Amtsantritt als Chef des Ingenieurkorps organisierte Biehler selbiges neu und installierte vier Ingenieursinspektionen. Er war zudem maßgeblich an der Planung der preußischen Einheits- oder Schemaforts beteiligt, die später unter dem Namen Biehler-Forts kategorisiert wurden.
Seine Eignung und seine Amtsführung werden allerdings von Zeitgenossen wie z. B. Hermann Frobenius stark kritisiert. Aus den vorgenannten Gründen verließen einige seiner Mitarbeiter das Ingenieurkorps. „Vermutlich war die Stimmung im Ingenieurskorps höheren Orts bekannt, doch fand niemand den Mut, Biehler zu verabschieden.“ Letztlich geht es auch auf ihn zurück, dass die Entwicklung der Panzerbefestigungen noch über Jahre hinaus verzögert wurde.
Demgegenüber lobt Kurt von Priesdorff Hans von Biehler für seine Arbeit im Ingenieurskorps, die er trotz seiner gesundheitlichen Probleme mit großer Arbeitskraft meisterte.

## Ehrungen (Auswahl)
- Orden der Eisernen Krone I. Klasse am 18. Dezember 1877
- Großkreuz des Bayerischen Militärverdienstorden am 27. November 1877
- Roter Adlerorden I. Klasse mit Eichenlaub am 26. Januar 1879
- Großkreuz des Ordens der Württembergischen Krone am 19. Juni 1879
- Großkreuz des Ritterordens von Avis am 25. November 1880
- Großkreuz des Albrechts-Ordens am 25. November 1880